# Toyota Camry (XV20)
För en överblick av alla Camry-modeller, se Toyota Camry
Den femte generationens Toyota Camry såldes av den japanska biltillverkaren Toyota mellan åren 1997 och 2002. Med den amerikanska bilmarknaden i fokus förhandsvisades bilen i Tokyo i december 1996 och lanserades i USA följande år. Till skillnad från fjärde generationen Camry blev uppföljaren inte längre den största familjesedanen i USA. Efter en omstrukturering av Toyota ersattes den titeln med Toyota Avalon. Generationen tillhörde istället mellanklassegmentet och var resultatet av Toyotas eftersträvan att toppa "The Big Three", ett namn för de bästsäljande bilmodellerna i USA som tidigare år letts av Ford Taurus följt av Honda Accord och Camry.
De flesta bilarna byggdes i Toyotas fabrik vid Georgetown i Kentucky. Två karossversioner erbjöds, fyradörrars sedan och fyradörrars kombi. Den sistnämnda hade begränsad distribution och såldes enbart i Japan (Toyota Camry Cracia) och Australien (Toyota Camry Conquest Wagon). Camryn såldes med två motoralternativ; en 2,2-liters I4 och en 3,0-liters V6:a. Säkerheten förbättrades jämfört med föregångaren och den femte generationen Camry blev Toyotas första framhjulsdrivna bil med antispinn som standard.
Ett år efter lanseringen utsågs bilen till den bästsäljande modellen i USA. Under första året räknades antal sålda bilar till rekordbrytande 397.000 och Toyota toppade därav listan CG Best Buy Honor. Bilen fortsatte att dominera i försäljning åren 1998, 1999, 2000 och 2001. Camryn rosades av amerikanska bilkritiker som särskilt lyfte fram utseendet, driftsäkerheten och komforten. En recensent ansåg att "ribban för sedaner hade höjts" medan en annan ansåg att bilen var den "särklass bästa familjesedanen på marknaden". Modellen blev den internationellt bäst säljande bilen i sin storleksklass. Bemötandet i Europa, och särskilt Nordeuropa, var svalare varför Toyota slutade ta in nästkommande generationer dit. 

## Bakgrund och utveckling
Den 3 september 1991 lanserade biltillverkaren Toyota den fjärde generationen av modellen Camry, känd som Toyota Camry (XV10). Bilen blev snabbt en av de populäraste medelstora familjesedanerna i USA och kom att bli utgångspunkten för andra biltillverkare när de byggde sina motsvarigheter. Fem år efter lanseringen fortsatte försäljningen av modellen att öka. Bilen kom att räknas in i "The Big Three" med Ford Taurus som den bästsäljande bilen i USA följt av Honda Accord och Camry. Modellen blev synonym för driftsäkerhet och pålitlighet varför Toyota valde att behålla samma formel på nästkommande generation.
De flesta bilarna tillverkades i Georgetown i Kentucky men Toyota byggde även bilen i sina fabriker i Tsutsumi, Japan och Altona, Australien. Bilen visades för första gången i Japan i december 1996 och introducerades i USA följande år. Till skillnad från föregångaren avvecklades kombi- och coupé-versionen i USA och Europa då man ansåg att efterfrågan var för låg. Kombivarianten såldes enbart i Japan (Toyota Camry Cracia) och Australien (Toyota Camry Conquest Wagon). Tre olika versioner av sedanen erbjöds; CE, LE och den fullt utrustade XLE.

### Design

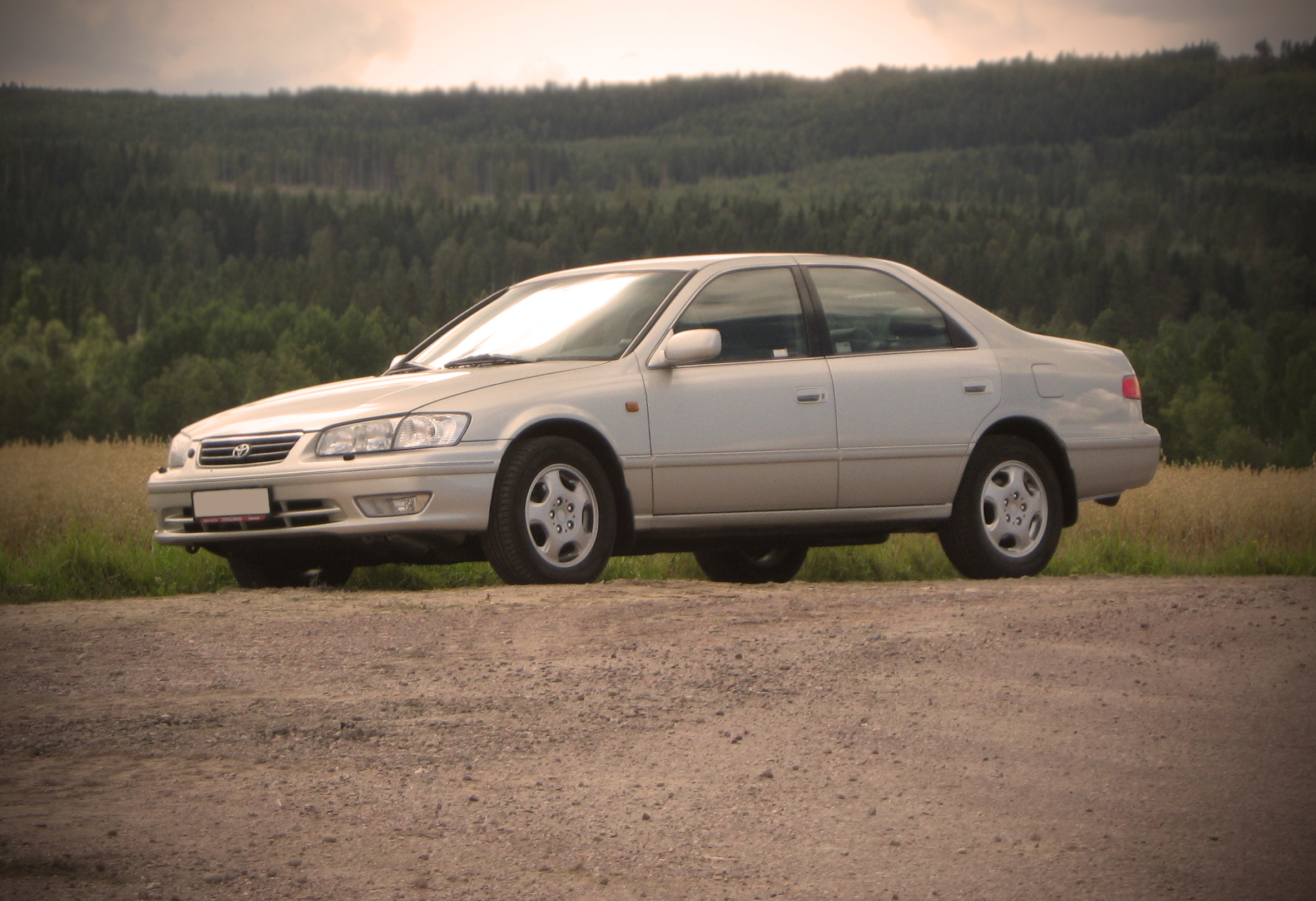
Modellen blev både längre och bredare än föregångaren.

Den femte generationen Toyota Camry blev större. Den totala längden ökade från 477 centimeter till 482 centimeter. Hjulbasen förlängdes med 5,3 centimeter och blev totalt 267 centimeter. Detta gjorde att bakdörrarna blev större och att bilen fick ett rymligare baksäte. Hjulhusen flyttades längre ut på bilens hörn vilket, enligt Marcia Ruff från Auto Trader, gjorde att modellen såg sportigare och "enhetligare" ut. Aerodynamiken förbättrades avsevärt tack vare en mera bakåt-svept vindruta och ett kantigare bakparti med avlånga, horisontella bakljus som vek sig runt bilens hörn. Det nya bakpartiet ändrade designen på bagageluckans öppning som blev 3,8 centimeter bredare. Mjukare och kurvigare linjer ersattes med en kantigare form som fick bilen att se större ut. Fronten, som jämfördes med den på Plymouth Breeze, gavs avlånga, horisontella framlyktor och en grill som var inbyggd i kofångaren. Vissa kritiker ansåg att designen var "vågad för att vara en Toyota" medan andra beskrev bilens utseende som "alldagligt". Fem nya färger fanns att välja på vid lanseringen, däribland exotiska val så som Sunfire Red Metallic, Blue Velvet Pearl och Frosted Iris Metallic.

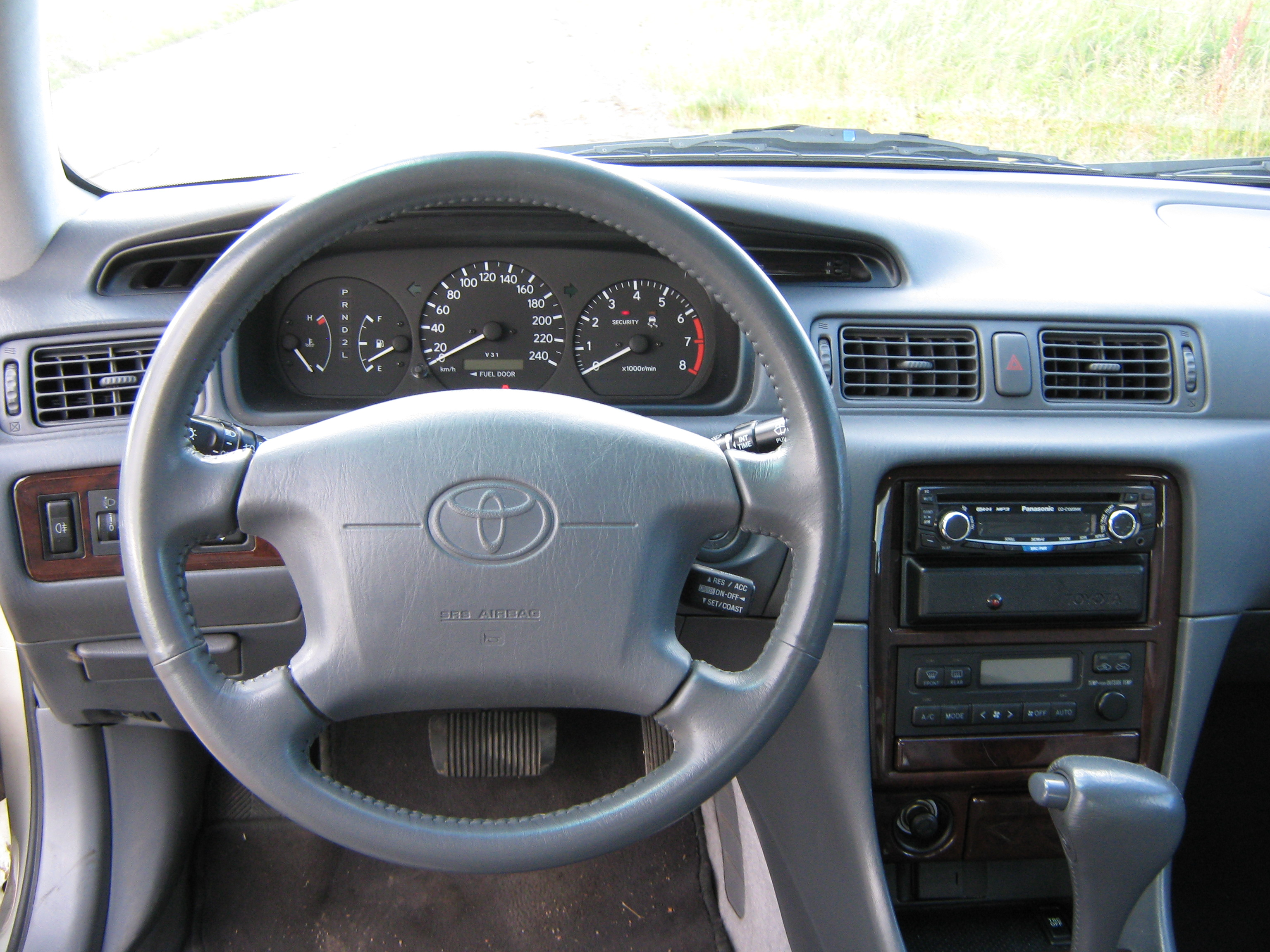
Den amerikaniserade instrumentpanelen designades vid Toyota Technical Center i USA.

Invändigt hade instrumentpanelen och inredningen, som skapades vid Toyota Technical Center i USA, "amerikaniserats". Sätena förlängdes för att bättre passa personer med längre ben. Till skillnad från föregångaren kunde sätena justeras i fler lägen. Instrumentpanelen gjordes lägre vilket ökade sikten. Rick Popely vid Cars.com noterade att designen var "typisk Toyota" och beskrev den som "stilren, attraktiv och bekväm". Varv- och fartmätarna gjordes större och mera lättläsliga. Enligt Ruff var den hjälpsammaste nyheten att temperaturkontrollen och ljudkontrollen bytt plats så att den sistnämnda var överst eftersom den användes oftare. Insidan var något större än på föregångaren tack vare den längre hjulbasen. Mängden ljudisolerande material ökade och en ny radioantenn med bättre mottagningsförmåga installerades.

### Facelift
Bilen uppdaterades för modellåret 2000. Strålkastarna blev något större och försågs med klarglas och blev extra reflekterande. Grillen blev inte inbyggd i kofångaren och fick en inramning i krom. Bakpartiet uppdaterades med bredare bakljus som hade större reflektionsförmåga. XLE-versionerna fick trädekorer som tillval i inredningen. Versionen fick också 16-tums fälgar medan de andra fortsatte att ha 14- och 15-tum. Den fyrcylindriga motorn försågs med tre ytterligare hästkrafter (136 totalt). År 2001 förfinades LE-versionen och fanns i tvåfärgat, tygklädsel, ratt och växelspak i läder och flera andra detaljer.

### Säkerhet
Säkerheten i den femte generationen av Camryn förbättrades jämfört med föregångaren. Bilens kaross förstärktes, särskilt i bakpartiet för att bättre stå emot en påkörning. Sidokrockkuddar blev standard och centerplatsen i baksätet försågs med ett trepunktsbälte. Den blev Toyotas första framhjulsdrivna bil med antispinn som standard. Låsningsfria bromsar blev också standard på LE och XLE-modellerna. I Euro NCAP:s krocktest erhöll bilen fyra stjärnor av fem möjliga. Bilens höga betyg berodde främst på sidokrockkuddarna.
I en frontalkrock vid 65 km/h bedömdes risken för skador på knän och fötter stor. I testet för fotgängare gavs bilen ett sämre betyg på två av fyra stjärnor. En undersökning gjord av National Highway Traffic Safety Administration visade att sannolikheten för att bilen skulle volta i en singelolycka var tio procent. Detta gjorde att Camryn, tillsammans med Fords Crown Victoria, var den säkraste bilen när det gällde risk att volta.

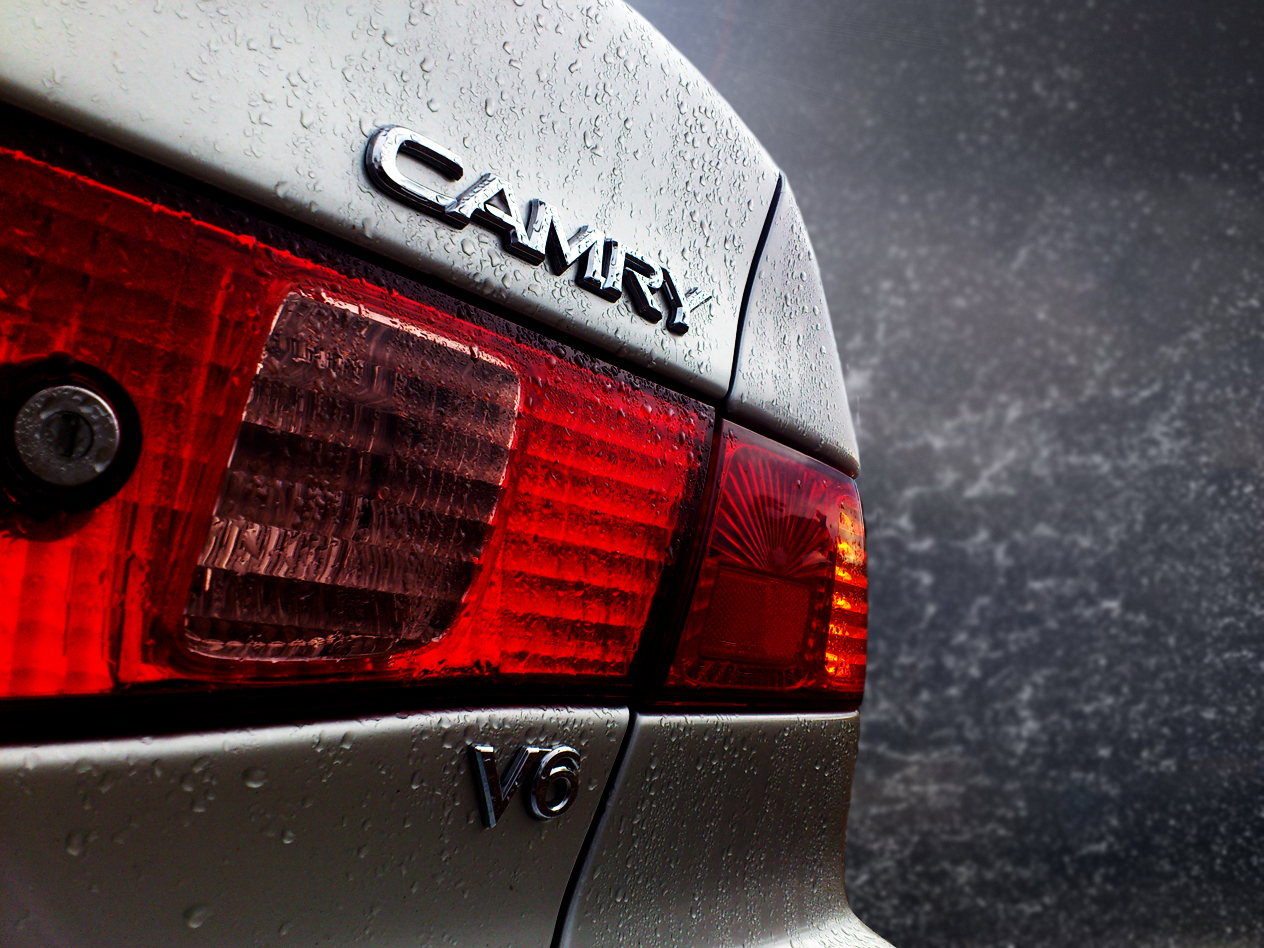
Fordon försedd med V6 (efter facelift).

## Drivlinor
En 2.2 liters motor på fyra cylindrar var standardvalet på den femte generationens Toyota Camry. Motorn hade 133 hästkrafter, åtta fler jämfört med föregångaren. Enligt Marcia Ruff märktes de extra hästkrafterna då bilen också hade blivit 15 kilo lättare än föregångaren. Amerikanska kritiker var tveksamma till att en bil i storleksklassen hade försetts med en fyrcylindrig motor då bilen skulle kunna upplevas som "klen". Många ansåg dock att accelerationen var "acceptabel" även om mer planering behövdes vid omkörningar. 
Det större motoralternativet, en V6:a på 3.0 liter, bedömdes som den bästa i klassen och försåg bilen med 194 hästkrafter. Med den större motorn accelererade familjesedanen från 0 till 100 km/h på 8,7 sekunder. År 2000 introducerade Toyota en omarbetad version på Lexus RX 300.

## Mottagande och försäljning
Den femte generationen Camry blev den mest framgångsrika bilmodellen i sin storleksklass internationellt. I Nordamerika ersattes modellen av Toyota Avalon som Toyotas största sedan. För att istället tävla med Ford Taurus och Honda Accord om bilköpare valde Toyota att sänka priset på Camryn med fyra procent jämfört med föregångaren. I december 1997 valde Toyota att minska på marknadsföringen till modellerna Corolla och Sienna och istället fokusera på den nya Camryn. Ett år efter lanseringen av modellen blev bilen den bästsäljande i USA och Toyota slog därmed närmaste konkurrenten Honda med 12.547 fler exemplar. Antal sålda bilar räknades till rekordbrytande 397.000 och toppade listan CG Best Buy Honor. Följande år såldes ytterligare 400.000 bilar och modellen toppade försäljningslistan för andra året i rad. Toyota Camry fortsatte att toppa den prestigefyllda förstaplatsen år 1999 och 2000 med 448.000 respektive 423.000 sålda bilar. Som ett resultat började Toyota använda sloganen: "America's Favourite Car". I Kanada blev bilen den fjärde bäst säljande år 2001.

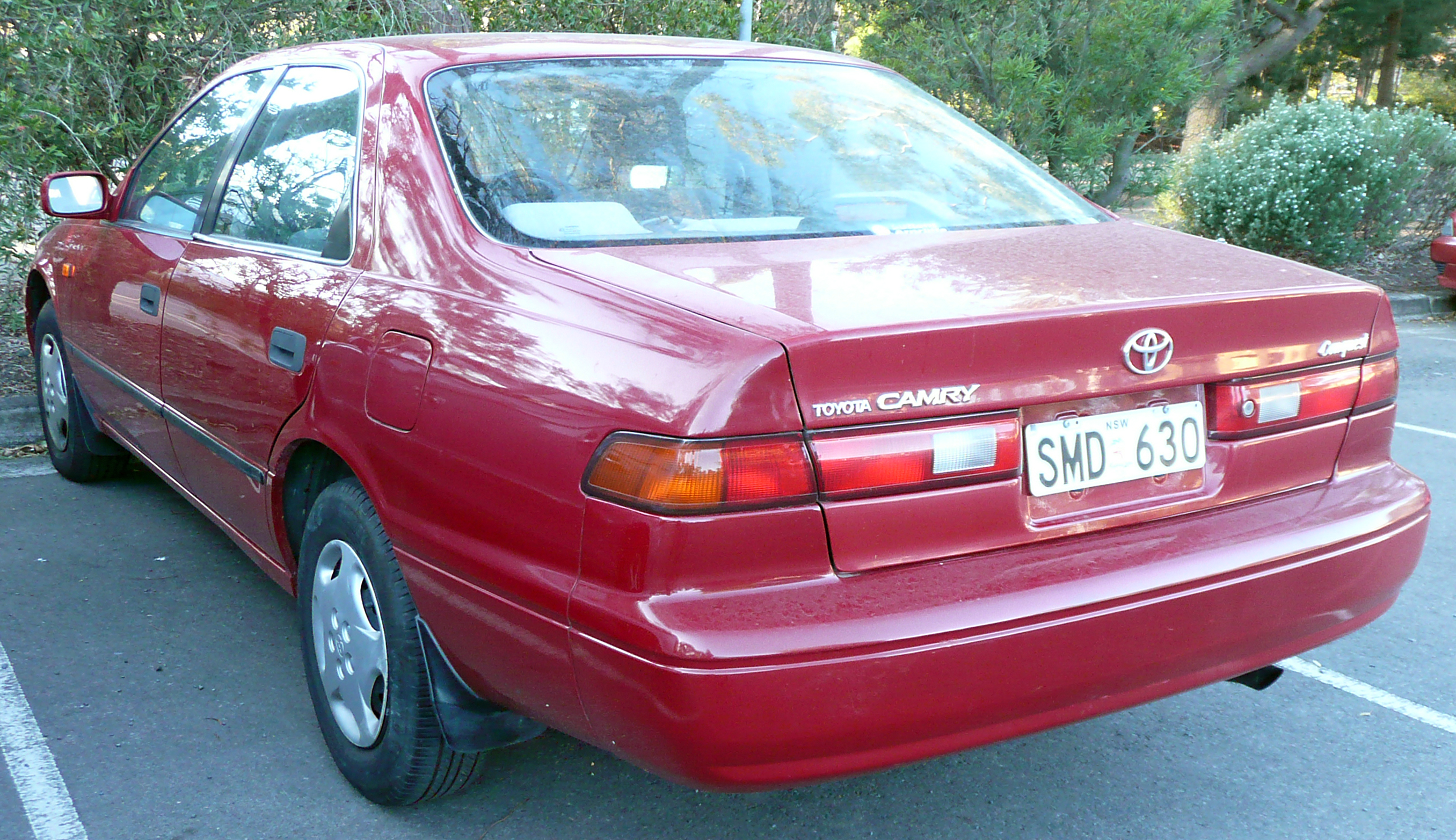
Fordon från 1998 (innan facelift).

Richard Truett vid tidskriften Orlando Sentinel ansåg att den fjärde generationen Camry var alldaglig, tråkig och utan karaktär men lyfte istället fram den nya modellen: "1997:s årsmodell av Camryn kan vara den särklass bästa familjesedanen på marknaden. Prestanda, kvalitet och utseende är i topp". Bilens utseende uppmärksammades av Warren Brown, skribent vid Washington Post. Han ansåg att modellen hade ett "blygsamt utseende" och krönte den till "kronprinsen av vanilj". Han skrev: "Det är den enda negativa saken man kan säga om den nya Camryn. Vad den saknar i utseende - och den saknar lite - gottgör den med handling och kvalitet. Den är den säkraste och mest prisvärda familjesedanen som jag någonsin kört. Den fick till och med resan längs Interstate 95 att kännas säker - och det säger mycket." George Moore vid webbplatsen Indy Star menade att "med nya Camry har ribban för sedaner har höjts".
Olikt USA nådde generationen, likt sina föregångare, aldrig samma popularitet i Europa och bemötandet av bilkritiker var svalt. Calle Carlquist från den svenska tidsskiften Teknikens Värld hävdade att Camryn var "alldaglig som en tapet på en vårdcentral" och fortsatte: "Den är inget för den som önskar en reaktionssnabb bil, styrningen är diffus för att passa amerikaner mest". Och avslutade med: "Krasst sett önskar man sig just en mer exakt styrning, ett bättre baksäte, fler förvaringsfack, inte så kvalmig klädsel och moderna inslag som gångjärn till bagageluckan som inte skär ner i bagageutrymmet, större öppning i genomföringen mellan bagageutrymme och kupé när de bakre ryggstöden är nedfällda och en ordentligt ställbar ratt."
| ”                                                                  | Okej, dags att inse. Att designa en sportbil är lätt. Ta en stor motor, lite sexigt kurvig plåt, hård fjädring och ett macho namn och voila! Du har en bil. Men de flesta bilar är fyrdörrars sedaner. Helt vanliga mamma-och-pappa-bilar. Bilar som används för att hämta mat från affären. Denna typ av bil lever på sin komfort, bekväma säten, oförargliga utseende och pålitlighet. Det finns många bilar som passar under den beskrivningen men Toyota Camry passar särskilt bra. | „ |
| – Larry Printz, recensent på den amerikanska webbplatsen Cars.com. | |   |

## Återkallningar
1997 återkallade Toyota bilar från 19 stater i USA. Om bilen utsattes för extrem kyla under en längre period kunde vakuumslangen till bromsarna frysa vilket resulterade i försämrad bromsverkan. År 2001 återkallades ytterligare bilar efter att ett glapp i farthållaren kunde få bilen att återgå till tomgång eller återgå till senast inställda hastighet trots att föraren inte rörde gaspedalen.